# François-Philippe Gourdin
François-Philippe Gourdin (* 8. November 1739 in Noyon; † 11. Juli 1825 in Rouen) war ein  französischer Benediktiner, Gelehrter und Bibliothekar.

## Leben

### Ausbildung und frühe Laufbahn
François-Philippe Gourdin wurde von seinem Vater François Gourdin, einem Maler, ebenfalls zur Ausbildung als Künstler bestimmt. Da er aber kein besonderes Talent zur Kunst bewies und nur geringe Fortschritte machte, so besuchte er stattdessen ein Kolleg, um dort gelehrte Studien zu betreiben. Hierbei war er erfolgreich und galt bald als einer der besten Schüler. Ohne Vermögen und ohne Gönner zweifelte er indessen an seinem Fortkommen auf einer weltlichen Laufbahn und glaubte nur in einem Kloster die zu seinen weiteren Studien nötige Muße finden zu können. Er trat deshalb in seinem 15. Lebensjahr in die Kongregation von Saint-Maur ein, die schon viele bedeutende Männer hervorgebracht hatte, und kam in die Abtei Saint-Wandrille, um dort Kurse in Philosophie und Theologie zu absolvieren. Nachdem er sich in diesen Fächern umfassende Kenntnisse erworben hatte, schickte ihn die Kongregation 1769 nach ihrem Kolleg in Beaumont-en-Auge in der Normandie, um dort Rhetorik zu lehren.
Die Pflichten, die ihm diese Stelle auferlegte, hielten Gourdin keineswegs davon ab, sich mit wissenschaftlichen Arbeiten zu beschäftigen und aufgrund seiner Lösung einer von der Akademie zu Rouen gestellten Aufgabe (Déterminer dans les principes du goût, ce qui appartient à la nature et ce qui à l’opinion, auszugsweise abgedruckt in den Précis des travaux de l’académie de Rouen, Bd. 4, S. 245–251) erhielt er den ausgesetzten Preis. Aufsehen erregten seine Observations d’un théologien sur l’éloge de Fénelon (par La Harpe), couronné par l’Académie française (Amsterdam und Paris 1771), in denen er tadelte, dass der Lobredner absichtlich nur die bürgerlichen Tugenden und Kenntnisse Fénelons hervorgehoben, seine Vorzüge und sein Wirken als Christ und Bischof aber stillschweigend übergangen habe. Er erregte dadurch die Aufmerksamkeit der Erzbischöfe von Paris und Reims, die sich bei der Akademie über die Lobrede beklagten und deren Unterdrückung veranlassten.
In diese Zeit fallen auch die mit Gourdins Lehramt zusammenhängenden Werke:
- Nos après-dînées à la campagne, Rouen 1772
- Recueil d’extraits des poètes allemands, Paris 1773
- Considérations philosophiques sur l’action de l’orateur, précédées de recherches sur la mémoire, Amsterdam und Paris 1775
- Principes généraux et raisonnés de l’art oratoire, erst später erschienen in Rouen und Paris 1785

Da Gourdin beabsichtigte, eine Literaturgeschichte der Picardie zu schreiben, kehrte er 1773 nach Saint-Wandrille zurück, weil die gut ausgestattete Bibliothek dieser Abtei ihm reichere Hilfsmittel bot. Er legte 1778 den Plan für dieses Werk der in Rouen ansässigen Akademie vor, deren Mitglied er geworden war. Dennoch führte er das Projekt nicht durch, entweder weil er erfuhr, dass sich der Cölestiner-Mönch Louis François Daire mit demselben Thema beschäftigte, oder weil er durch andere Studien davon abgehalten wurde. Letzteres erscheint wahrscheinlicher, da er nun nicht nur die griechische und englische Sprache erlernte und Physik-Kenntnisse zu erwerben suchte, sondern auch anfing, Münzen, Inschriften, geschnittene Steine und Abdrücke von Kunstgegenständen zu sammeln. Er beabsichtigte nämlich, ein großes, 12-bändiges Werk über die geschnittenen Steine zu schreiben und hatte bereits der Versammlung der Geistlichkeit, deren Unterstützung er in Anspruch nahm, eine nähere Inhaltsangabe mitgeteilt. Auch dieses Unternehmen stieß auf unüberwindliche Hindernisse, doch veranlasste ihn die Beschäftigung mit diesem Thema, einzelne Punkte zum Gegenstand besonderer Abhandlungen zu machen, die er von Zeit zu Zeit in den Sitzungen der Akademie zu Rouen vortrug. Sie wurden unter die Schriften dieser Akademie aufgenommen und ihre Zahl beläuft sich bis zum Jahr 1791 auf mehr als dreißig. Auch später verfasste er von 1802 bis 1810 Beiträge für diese Sammlung.
Neben diesen Arbeiten beschäftigte sich Gourdin auch mit grammatischen Forschungen, denen er bald fast ausschließlich seine Zeit widmete. Zu diesem Thema verfasste er seine Observations sur la grammaire générale, die François-Urbain Domergue in das von ihm gegründete Journal de la langue française (April 1787) aufnahm, aber ohne die Anmerkungen, ohne welche, wie der Verfasser klagt, die Arbeit ein Körper ohne Seele sei. Ferner verfasste Gourdin auf diesem Gebiet die Abhandlung De la traduction, considérée comme moyen d’apprendre une langue et comme moyen de se former le goût (Rouen 1789). Eine neue umfangreichere Bearbeitung der Observations, die ihn mehrere Jahre beschäftigte, und Übersetzungen mehrerer ausgezeichneten englischen Schriften über allgemeine Grammatik kamen nicht zustande, da er seine Kräfte zu sehr zersplitterte und sich nun mit Pädagogik beschäftigte, wie eine der Provinzialversammlung der Normandie vorgelegte und von dieser beifällig aufgenommene Abhandlung über die beste Erziehung der Arbeiter beweist.

### Leben nach dem Ausbruch der Französischen Revolution
Gourdin hatte auch die Absicht, den Octavius des Minucius Felix zu übersetzen und mit einem ausführlichen Kommentar zu versehen, die Metamorphosen Ovids nach einem neuen, auf etymologischen Entdeckungen gegründeten mythologischen System zu erläutern und manche andere Vorhaben auszuführen, als der Ausbruch der Französischen Revolution (1789) alle seine Pläne vereitelte und ihn zwang, sein Kloster zu verlassen. Mehrere Freunde bewahrten ihn jedoch vor einem Leben im Elend, indem sie sich des allem politischen Getriebe fernstehenden und bescheidenen Mannes annahmen. Zuerst beauftragte ihn die Administration des Départements de la Seine-Inférieure, die in der Normandie zerstreuten historischen Überreste zu sammeln, und 1795 fielen ihm von der Unterstützung, die der Konvent den Gelehrten gewährte, 2000 Francs zu. Bald darauf ernannte ihn die Stadt Rouen zu ihrem Bibliothekar und verdankte ihm bald eine systematische Aufstellung ihrer Bücherschätze und einen vortrefflichen Katalog ihrer wertvollen Handschriftensammlung.
Nachdem durch das zwischen dem ersten Konsul Napoleon Bonaparte und dem Papst Pius VII. am 15. Juli 1801 abgeschlossene Konkordat die durch die Französische Revolution entstandenen kirchlichen Turbulenzen beendet waren, widmete sich Gourdin wieder in der Abtei Saint-Ouen dem geistlichen Stand und den damit verbundenen Obliegenheiten. Die Akademie zu Rouen ernannte ihn gleichzeitig zu ihrem ständigen Sekretär und er versah diese Stelle gewissenhaft, bis er sie 1810 wegen Altersbeschwerden niederlegte. Bis zu dieser Zeit blieb er auch wissenschaftlich tätig und verfasste Aufsätze über antiquarische und historische Themen in verschiedenen Zeitschriften. Insbesondere schrieb er für das Magazin encyclopédique mehrere Abhandlungen, u. a.:
- Observations sur un grande nombre de médailles de Licinius le Jeune
- Notice sur la vie et les écrits de Dambourney
- Explication d’une des peintures découvertes à Portici
- Dissertation sur cette question : De la conformité entre les hiéroglyphes des Égyptiens et les anciens charactères chinois, doit-on conclure ou que les Chinois soient une colonie égyptienne, ou que les Égyptiens aient commercé avec les Chinois ?
- Dissertation sur les médailles satiriques

In letztgenannter Abhandlung bekämpft Gourdin die Behauptung des deutschen Philologen Klotz, dass die Alten keine satirischen Münzen geschlagen hätten, und sucht zu beweisen, dass die sog. Spintrien, welche die Ausschweifungen des Tiberius auf der Insel Capri darstellen, sowie einige andere Münzen des Maximinus, der Salonina und des Commodus wirklich in diese Kategorie gehören. Für das Magazin encyclopédique verfasste Gourdin schließlich auch seine Recherches sur les charactères d’écriture dont se servaient les Gaulois au temps de César, in denen er sich darzulegen bemüht, dass die Gallier sich, ohne die griechische Sprache zu verstehen, der griechischen Buchstaben bedient hätten, die sie – wie die Griechen – dem alten hebräischen oder samaritanischen Alphabet entlehnt haben sollen.
In hohem Alter verlor Gourdin durch einen Bankrott sein kleines, mühsam errungenes Vermögen. Er ertrug aber dieses Unglück mit dem Gleichmut eines Philosophen und starb am 11. Juli 1825 im Alter von 85 Jahren in Rouen. Er war Mitglied der Akademien zu Rouen, Lyon, Antwerpen und Stockholm sowie der Society of Antiquaries of London.